# Ilex obcordata
Ilex obcordata là một loài thực vật có hoa trong họ Aquifoliaceae. Loài này được Sw. mô tả khoa học đầu tiên năm 1797.